# Pterostylis excelsa
Pterostylis excelsa là một loài thực vật có hoa trong họ Lan. Loài này được M.A.Clem. miêu tả khoa học đầu tiên năm 1986.